# Copa de baloncesto de Israel 2015-16
La 56ª edición de la Copa de baloncesto de Israel (en hebreo  גביע המדינה בכדורסל) se disputó entre octubre de 2015 y el 18 de febrero de 2016, celebrándose la Final Four en Tel-Aviv. La competición la organiza la Asociación de baloncesto de Israel.

## Primera ronda
| Equipo 1                  | Resultado | Equipo 2             |
| ------------------------- | --------- | -------------------- |
| Hapoel Gilboa Galil Elyon | 82 - 74   | A.S. Ramat HaSharon  |
| Elitzur Yavne             | 76 - 89   | Ironi Nes Ziona      |
| Ironi Ramat Gan           | 79 - 86   | Maccabi Hod HaSharon |
| Maccabi Ra'anana          | 58 - 68   | Ironi Nahariya       |
| Hapoel Galil Elyon        | 84 - 94   | Maccabi Kiryat Gat   |
| Ironi Kiryat Ata          | 67 - 75   | Maccabi Ashdod       |
| Hapoel Kfar Saba          | 80 - 77   | Hapoel Be'er Sheva   |
| Hapoel Afula              | 67 - 74   | Bnei Herzliya        |
| Hapoel Ramat Gan          | 84 - 82   | Hapoel Holon         |

## Octavos de final
| Equipo 1                   | Resultado | Equipo 2              |
| -------------------------- | --------- | --------------------- |
| Hapoel Gilboa Galil Elyon  | 61 - 83   | Maccabi Tel Aviv B.C. |
| Hapoel Migdal Haemek       | 71 - 86   | Ironi Nes Ziona       |
| Hapoel Ramat Gan           | 104 - 98  | Maccabi Hod HaSharon  |
| Hapoel Jerusalem B.C.      | 72 - 87   | Maccabi Haifa B.C.    |
| Maccabi Rishon LeZion B.C. | 89 - 83   | Hapoel Eilat          |
| Ironi Nahariya             | 85 - 88   | Bnei Herzliya         |
| Hapoel Tel Aviv B.C.       | 82 - 83   | Maccabi Kiryat Gat    |
| Hapoel Kfar Saba           | 80 - 86   | Maccabi Ashdod B.C.   |

## Cuadro final
|  | Cuartos de final      | Cuartos de final      | Cuartos de final     |                      |                       | Semifinales           | Semifinales | Semifinales |  |                      | Final                | Final | Final |  |
|  |                       |                       |                      |                      |                       |                       |             |             |  |                      |                      |       |       |  |
|  |                       |                       |                      |                      |                       |                       |             |             |  |                      |                      |       |       |  |
|  | Maccabi Fox Tel Aviv  | Maccabi Fox Tel Aviv  | 73                   |                      |                       |                       |             |             |  |                      |                      |       |       |  |
|  | Maccabi Fox Tel Aviv  | Maccabi Fox Tel Aviv  | 73                   |                      |                       |                       |             |             |  |                      |                      |       |       |  |
|  | Maccabi Haifa         | Maccabi Haifa         | 70                   |                      |                       |                       |             |             |  |                      |                      |       |       |  |
|  | Maccabi Haifa         | Maccabi Haifa         | 70                   |                      | Maccabi Fox Tel Aviv  | Maccabi Fox Tel Aviv  | 81          |             |  |                      |                      |       |       |  |
|  |                       |                       |                      |                      | Maccabi Fox Tel Aviv  | Maccabi Fox Tel Aviv  | 81          |             |  |                      |                      |       |       |  |
|  |                       |                       | Ironi Nes Ziona      | Ironi Nes Ziona      | 66                    |                       |             |             |  |                      |                      |       |       |  |
|  | Hapoel Ramat Gan      | Hapoel Ramat Gan      | Ironi Nes Ziona      | Ironi Nes Ziona      | 66                    | 79                    |             |             |  |                      |                      |       |       |  |
|  | Hapoel Ramat Gan      | Hapoel Ramat Gan      |                      |                      |                       |                       |             |             |  |                      |                      |       |       |  |
|  | Ironi Nes Ziona       | Ironi Nes Ziona       | 91                   |                      |                       |                       |             |             |  |                      |                      |       |       |  |
|  | Ironi Nes Ziona       | Ironi Nes Ziona       | 91                   |                      |                       |                       |             |             |  | Maccabi Fox Tel Aviv | Maccabi Fox Tel Aviv | 83    |       |  |
|  |                       |                       |                      |                      |                       |                       |             |             |  | Maccabi Fox Tel Aviv | Maccabi Fox Tel Aviv | 83    |       |  |
|  |                       |                       | Maccabi Ashdod       | Maccabi Ashdod       | 75                    |                       |             |             |  |                      |                      |       |       |  |
|  | Maccabi Rishon LeZion | Maccabi Rishon LeZion | Maccabi Ashdod       | Maccabi Ashdod       | 75                    | 78                    |             |             |  |                      |                      |       |       |  |
|  | Maccabi Rishon LeZion | Maccabi Rishon LeZion |                      |                      |                       |                       |             |             |  |                      |                      |       |       |  |
|  | Bnei Herzliya         | Bnei Herzliya         | 77                   |                      |                       |                       |             |             |  |                      |                      |       |       |  |
|  | Bnei Herzliya         | Bnei Herzliya         | 77                   |                      | Maccabi Rishon LeZion | Maccabi Rishon LeZion | 82          |             |  |                      |                      |       |       |  |
|  |                       |                       |                      |                      | Maccabi Rishon LeZion | Maccabi Rishon LeZion | 82          |             |  |                      |                      |       |       |  |
|  |                       |                       | Maccabi Ashdod (Pr.) | Maccabi Ashdod (Pr.) | 84                    |                       |             |             |  |                      |                      |       |       |  |
|  | Maccabi Kiryat Gat    | Maccabi Kiryat Gat    | Maccabi Ashdod (Pr.) | Maccabi Ashdod (Pr.) | 84                    | 79                    |             |             |  |                      |                      |       |       |  |
|  | Maccabi Kiryat Gat    | Maccabi Kiryat Gat    |                      |                      |                       |                       |             |             |  |                      |                      |       |       |  |
|  | Maccabi Ashdod        | Maccabi Ashdod        | 91                   |                      |                       |                       |             |             |  |                      |                      |       |       |  |
|  | Maccabi Ashdod        | Maccabi Ashdod        | 91                   |                      |                       |                       |             |             |  |                      |                      |       |       |  |
|  |                       |                       |                      |                      |                       |                       |             |             |  |                      |                      |       |       |  |

## Final
| 18 de febrero de 2016 | Maccabi Fox Tel Aviv                  | 83–75                                 | Maccabi Ashdod                        |                    |  |
| 20:00                 | Parciales: 26–18, 24–20, 15–21, 18–16 | Parciales: 26–18, 24–20, 15–21, 18–16 | Parciales: 26–18, 24–20, 15–21, 18–16 |                    |  |
|                       | Estadísticas Gal Mekel 21             | Pts                                   | Estadísticas Charles Thomas 30        | Pabellón: Tel Aviv |  |

|                                      | \| Campeón de la Copa de Israel 2016 \| \| ------------------------------------ \| \| Maccabi Tel Aviv B.C. (43.er título) \| |
| Campeón de la Copa de Israel 2016    | |
| Maccabi Tel Aviv B.C. (43.er título) | |